# Rodney Hampton
Rodney Craig Hampton (Houston, 3 dicembre 1969) è un ex giocatore di football americano statunitense che ha militato nel ruolo di running back nella National Football League (NFL). Al college giocò a football a Georgia.

## Carriera
Lathon fu scelto come 24º assoluto del Draft 1990 dai New York Giants. Convocato per due Pro Bowl nel 1992 e 1993, le sue 6.897 rimasero un record di franchigia fino a che non furono superate Tiki Barber nel 2004. Hampton nel suo primo anno fu membro della squadra dei Giants che vinse il Super Bowl XXV.
Dopo che la sua stagione da rookie fu accorciata per infortunio, Hampton emerse come una delle più consistenti armi offensive della squadra nelle successive cinque stagione, correndo sempre almeno mille yard nel periodo 1991–1995. Dopo la stagione 1995, Hampton firmò come free agent coi San Francisco 49ers, ma i Giants pareggiarono velocemente l'offerta e finì col rimanere a New York. Hampton corse oltre 800 yard nel 1996, condividendo i possessi con Tyrone Wheatley mentre l'anno successivo si sottopose a un'operazione chirurgica in artroscopia al ginocchio, riuscendo a fare ritorno nelle ultime due gare della stagione regolare e nell'unica gara di playoff. Si ritirò a fine stagione.

## Palmarès

### Franchigia
- Super Bowl : 1

New York Giants: XXV
- National Football Conference Championship: 1

New York Giants: 1990

### Individuale
- Convocazioni al Pro Bowl: 2

1992, 1993

## Statistiche
| Yard corse | 6.987 |
| Touchdown  | 49    |